# Lee Eon
Dans ce nom coréen, le nom de famille, Park, précède le nom personnel.
Park Sang-min, né le 5 février 1981 à Busan et mort le 21 août 2008 à Séoul, connu sous son nom de scène Lee Eon (hangul: 이언), est un acteur et mannequin sud-coréen. Il est connu pour avoir incarné le rôle de Hwang Min-yeop dans la série télévisée The 1st Shop of Coffee Prince.

## Biographie

### Études et début de carrière
Fils unique, Park Sang-min a pratiqué la lutte traditionnelle coréenne, le ssireum quand il était à l'école primaire et a remporté des médailles d'or aux concours nationaux coréens de ssireum en 1997 et 1998. Pendant ses études à l'université, il a été inspiré par Cha Seung-won lorsqu'il l'a vu à la télévision et a décidé de devenir mannequin. Après avoir perdu une trentaine de kilos, il participe à son tout premier défilé de mode en 1999 tenu à Busan. Il fut rapidement un mannequin très recherché et apparaît dans de nombreux défilés de mode, y compris le défilé de mode Seoul Fashion Artists Association Collection (SFAA).

### Carrière cinématographique
Lee Eon débute au cinéma en 2006 où il interprète le rôle de Park Joon-woo, un lutteur de ssireum dans le film Cheonhajangsa Madonna. Il a aidé l'acteur principal Ryu Deok-hwan à apprendre les mouvements du ssireum. En 2007, il incarne le rôle d'un serveur du Coffee Prince, Hwang Min-yeop dans la série télévisée à succès The 1st Shop of Coffee Prince aux côtés de Yoon Eun-hye et de Gong Yoo. Il fait sa dernière apparition dans la série télévisée dramatique Strongest Chil Woo dans le rôle de Jaja, ancien garde du corps du prince héritier Sohyeon.

### Mort
Le 21 août 2008, Lee Eon quitte la fête qui célébrait la diffusion du dernier épisode de la série télévisée Strongest Chil Woo en moto et percute le garde-fou d'un pont à Hannam-dong, à Séoul. Il est déclaré mort à son arrivée à l'hôpital de l'université Soonchunhyang. Sa mort a été causée par une fracture de la cervicale. L'accident aurait eu lieu aux alentours d'une heure trente du matin. La police de Yongsan-gu a misé sur le fait que Lee Eon aurait trop bu lors de la soirée mais le manager stipule que l'acteur n'a touché qu'à quelques verres très peu alcoolisés. Elle publie une déclaration où elle exclut l'hypothèse que Lee Eon se trouvait sous l'influence de l'alcool.
Le 23 août 2008, ses collègues acteurs de la série télévisée The 1st Shop of Coffee Prince comme Yoon Eun Hye, Gong Yoo, Lee Sun-kyun, Chae Jung-un, Kim Dong-wook, Kim Jae-wook et Kim Chang-wan étaient présents lors de ses funérailles. L'acteur Gong Yoo, l'ami le plus proche de Lee Eon, avait quitté son service militaire pour se rendre aux obsèques de son ami. D'autres acteurs ont suivi les funérailles comme Eric Mun, Cha Ye-ryeon, Kang Dong-won, Lee Min-ki, Oh Ji-ho et Jo Han-seon,.

## Filmographie

### Cinéma
| Année | Titre                 | Titre original  | Réalisateur               | Rôle          |
| ----- | --------------------- | --------------- | ------------------------- | ------------- |
| 2006  | Cheonhajangsa Madonna | 천하장사 마돈나 | Lee Hae-jun Lee Hae-young | Park Joon-woo |

### Télévision

#### Séries télévisées
| Année | Titre                         | Titre original   | Rôle           | Chaîne |
| ----- | ----------------------------- | ---------------- | -------------- | ------ |
| 2007  | When Spring Comes             | 꽃피는 봄이 오면 | Gi-dong        | KBS2   |
| 2007  | The 1st Shop of Coffee Prince | 커피프린스 1호점 | Hwang Min-yeop | MBC    |
| 2008  | Who Are You                   | 누구세요?        | Kwon Yong-deok | MBC    |
| 2008  | Strongest Chil Woo            | 최강칠우         | Jaja           | KBS2   |